# Novosilkî, Busk
Novosilkî (în ucraineană Новосілки) este localitatea de reședință a comunei Novosilkî din raionul Busk, regiunea Liov, Ucraina.

## Demografie
Componența lingvistică a localității Novosilkî
     Ucraineană (100%)
Conform recensământului din 2001, toată populația localității Novosilkî era vorbitoare de ucraineană (100%).